# Centropogon vitifolius
Centropogon vitifolius är en klockväxtart som beskrevs av Thomas G. Lammers. Centropogon vitifolius ingår i släktet Centropogon och familjen klockväxter. Inga underarter finns listade i Catalogue of Life.